# Ouango
Ouango este un oraș din Republica Centrafricană.